# Neuer Jüdischer Friedhof Frankfurt (Oder)

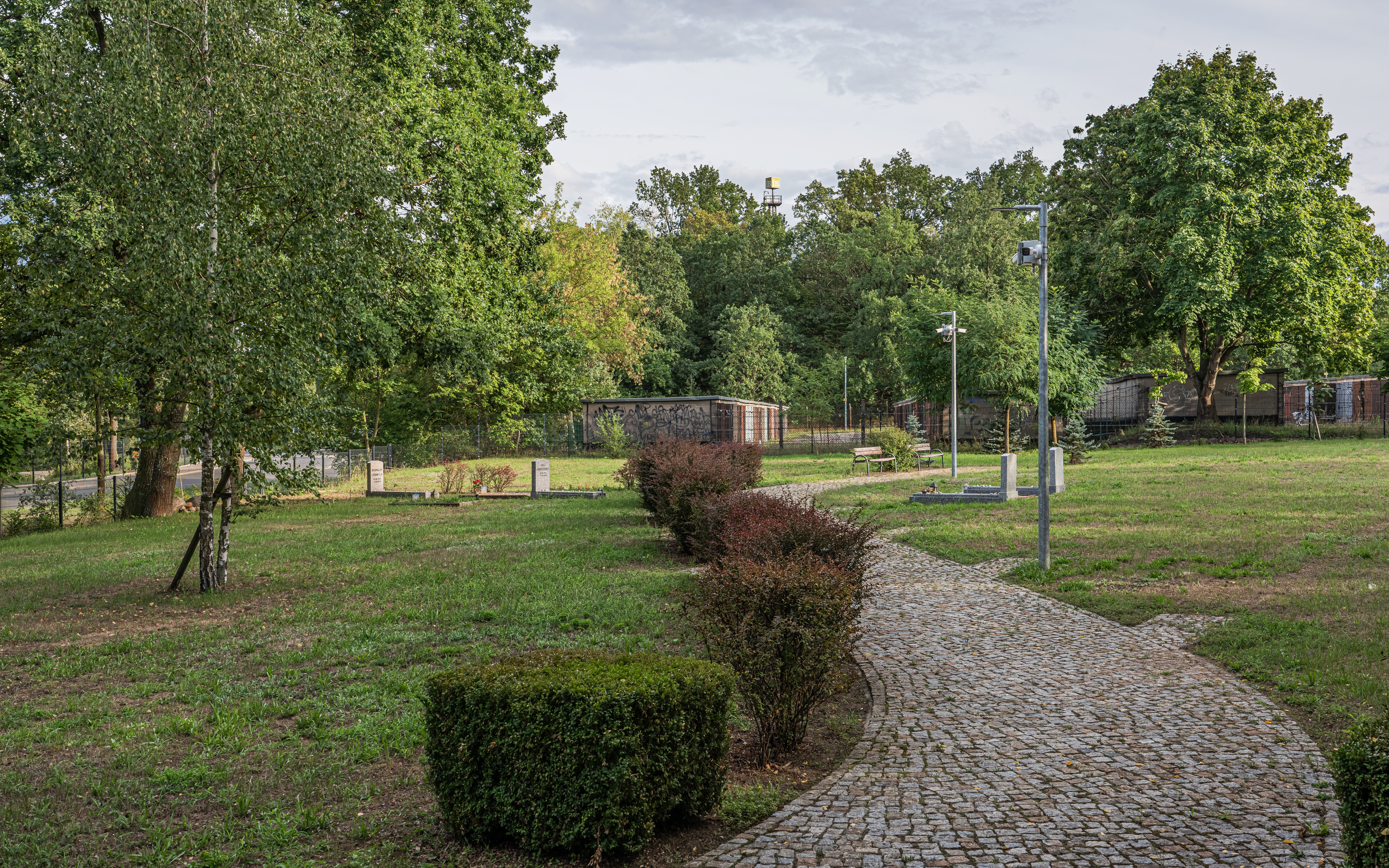
Der Neue Jüdische Friedhof 2022, noch deutlich unterbelegt

Der Neue Jüdische Friedhof Frankfurt (Oder) liegt am Südring in der kreisfreien brandenburgischen Stadt Frankfurt (Oder). Auf dem 2800 m² großen Areal westlich direkt neben dem Hauptfriedhof ist Platz für 250 Grabfelder.

## Geschichte
Seit 1998 gibt es nach der Einwanderung durch Juden aus den Gebieten der ehemaligen Sowjetunion nach Frankfurt (Oder) wieder eine jüdische Gemeinde. Sie zählte im Jahr 2017 mehr als 240 Mitglieder. Der neue jüdische Friedhof wurde am 27. Juni 2011 am Südring eingeweiht.
Ende Oktober 2011 wurden auf dem Friedhof Sachbeschädigungen und Schmierereien festgestellt.

## Alter Jüdischer Friedhof
Der östlich der Oder gelegene alte jüdische Friedhof von Frankfurt (Oder) liegt heute auf dem Territorium der polnischen Stadt Słubice in der Woiwodschaft Lebus (siehe Jüdischer Friedhof Słubice).